# ديلان شميد
ديلان شميد (بالإنجليزية: Dylan Schmid)‏ هو ممثل كندي ولد بتاريخ (6 مارس 1999) في فيكتوريا كولومبيا البريطانية.

## أعماله
مثل في عدة أفلام منها قرون بدور «لي» (في طفولته) و1922 بدور «هنري».

## وصلات خارجية
- ديلان شميد على موقع IMDb (الإنجليزية)
- ديلان شميد على موقع ألو سيني (الفرنسية)
- ديلان شميد على موقع أول موفي (الإنجليزية)
- ديلان شميد على موقع قاعدة بيانات الفيلم (الإنجليزية)
- ديلان شميد على موقع كينوبويسك (الروسية)

- صفحته على IMDb